# Nouveau

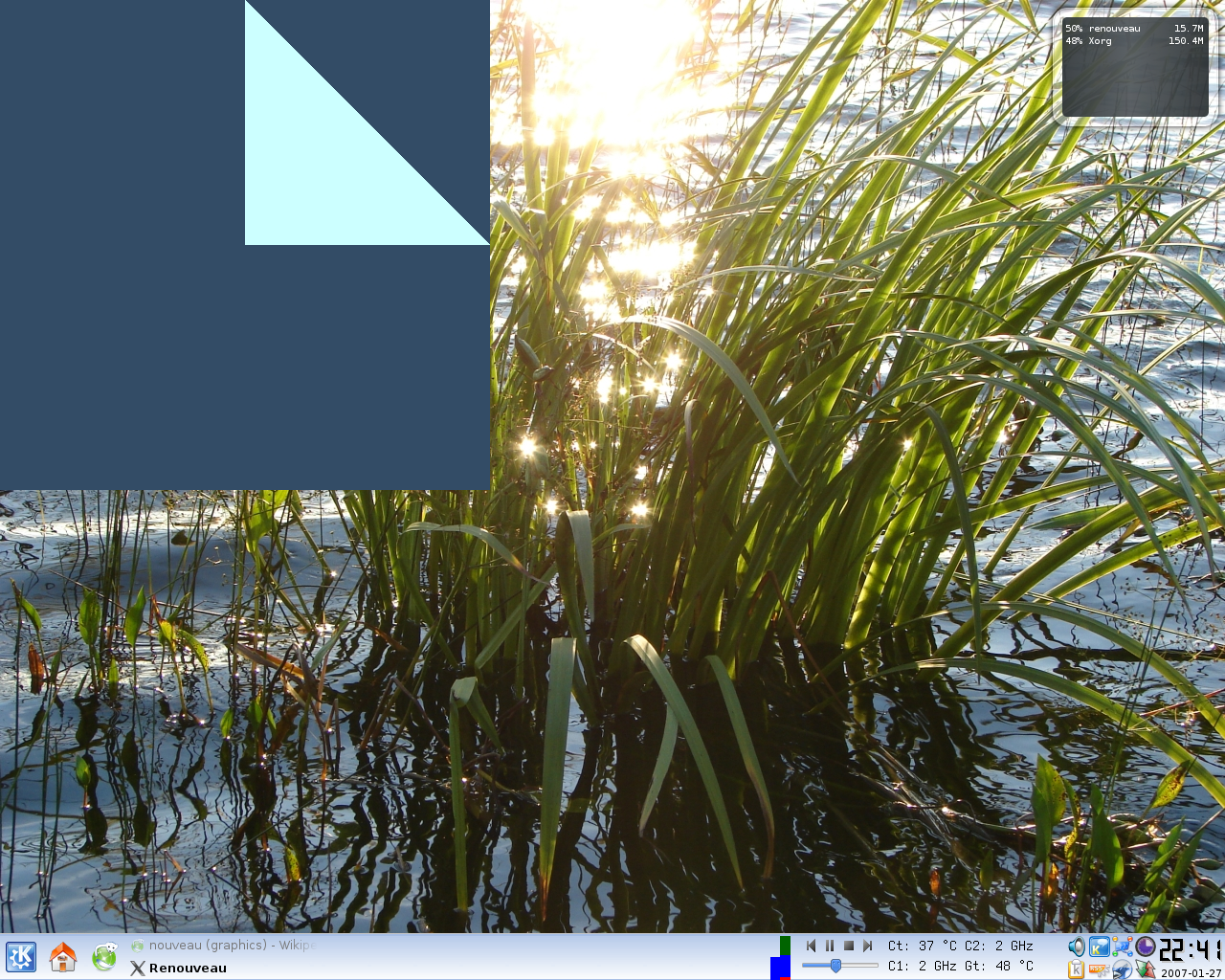
Робота утиліти REnouveau (квадрат у лівому верхньому куті)

nouveau - проєкт зі створення вільних драйверів відеокарт корпорації NVIDIA з підтримкою прискорення виведення тривимірної графіки. Спочатку заснований на розповсюджуваному за вільною ліцензією, але нечитабельному 2D драйвері від NVIDIA «nv».

## Розробка

### 2D
До 2007-11-22 реалізовані майже всі функції 2D,  в основному, для карт сімейства NV40. Однак драйвер з підтримкою тільки 2D окремо, швидше за все, випущений не буде. 

### 3D
У лютому 2008 в 3D-гілки драйвера для Gallium3D, не призначеної навіть для тестування (за винятком тих, хто може допомогти виправленнями і знаходження патча, який вніс ще не виправлений баг), з деякими відеокартами NV40 можна було домогтися прийнятної роботи деяких тривимірних ігор 
Зроблено перехід на Gallium 3D, робота над підтримкою DRI припинена.
Загальний менеджер пам'яті поки не використовується, тому програми, що використовують OpenGL, можуть працювати нестабільно. Планувалося використовувати TTM, але з часом з'явилося ще декілька менеджерів пам'яті, і були виявлені проблеми з продуктивністю при використанні TTM. У жовтні 2008 ведеться переклад драйвера з TTM на інтерфейси менеджера пам'яті GEM, розроблюваного корпорацією Intel, і нутрощі TTM.